# Mehiläinen
Mehiläinen (фин. «Пчела») − первый финноязычный журнал, изданием которого занимался Элиас Лённрот. Журнал печатался в Оулу (1836—1837) и в Хельсинки (1839—1840).
С начала своего появления и до прекращения выпуска количество подписчиков постепенно уменьшалось: в 1836 году у издания было 500 читателей, в 1837-м — 150, в 1840-м и 119. Большая часть подписчиков принадлежала к интеллигенции. Периодическое издание прекратило выходить в 1840 году в связи с сокращением числа читателей. Журнал значительно повлиял на развитие финского литературного языка. В нём публиковалась народная поэзия, пословицы, сказки и загадки. Наряду с этим писались статьи о местной истории, описывалась жизнь в губерниях, а также давались советы по медицине. Помимо этого, Лённрот публиковал статьи по грамматике финского языка и по основам счёта. Выпуску журнала содействовали Юхани Ихалайнен, Эрик Александер Ингман (фин.), Олли Карьялайнен (фин.), Пиетари Макконен (фин.), Кустаа Патури (фин.), Карл Сакса (фин.) и Пиетари Тиклен (фин.).